# عظاءة قوانغشي
عظاءة الموج (الاسم العلمي:†Kwangsisaurus) هي جنس منقرض من الزواحف يتبع فصيلة عظايا الموج من رتيبة العظائيات الزعنفية. وجدت في قوانغشى ، جنوب الصين. وتحتوي على نوع واحد هو عظاءة قوانغشي الشرقية Kwangsisaurus orientalis.